# Intervalometer
Ein Intervalometer (auch Intervall-Timer) ist ein Gerät zur genauen Impulsabgabe nach einem bestimmten Zeitintervall. Er ist entfernt verwandt mit der aus dem Alltag/Haushalt bekannten Zeitschaltuhr.

## Fotografie

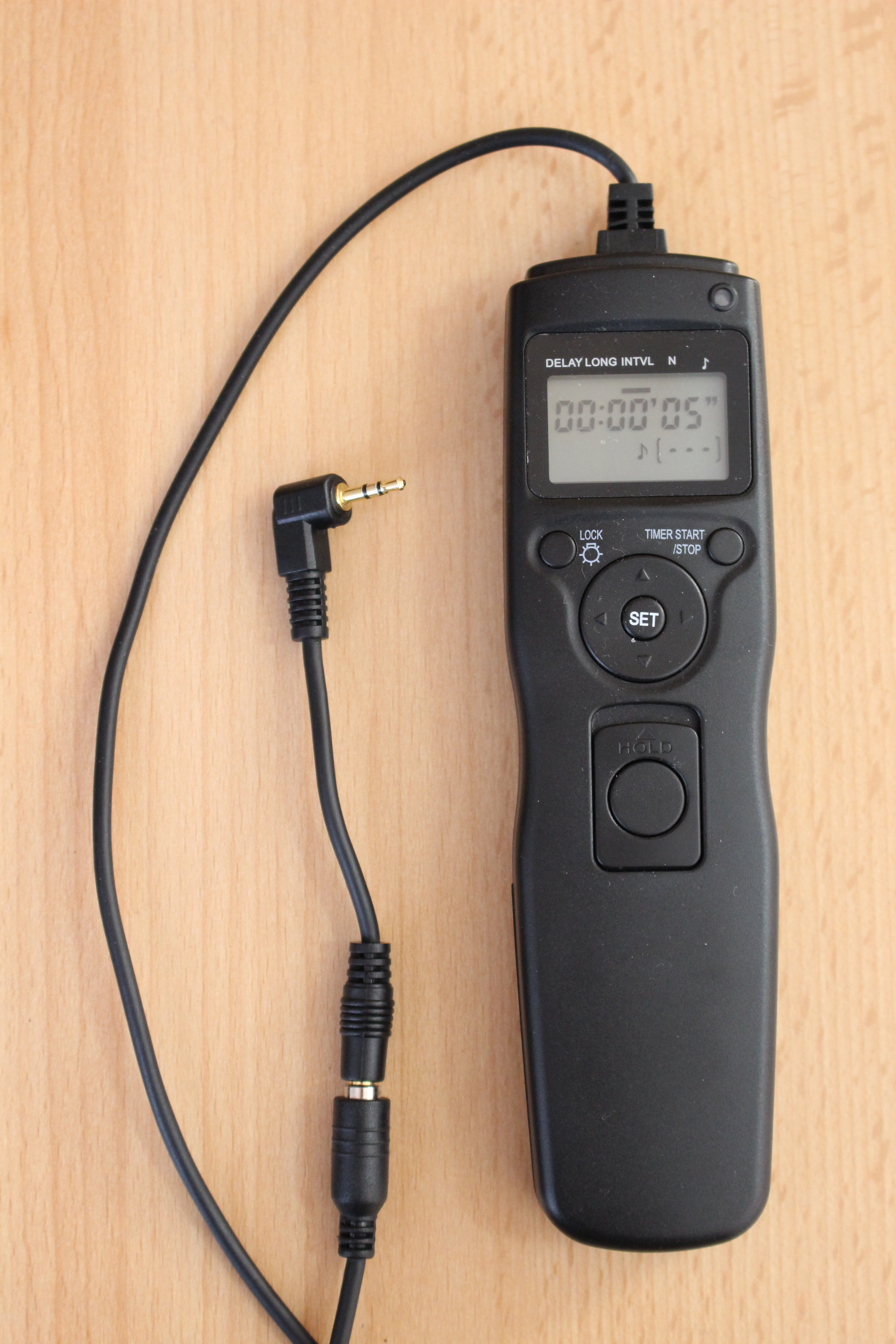
Ein Intervalometer mit der Einstellung

Ein Intervalometer gibt einer Kamera den Impuls und die Informationen zum Auslösen der Aufnahme. Dabei können bei den meisten Geräten eine Verzögerung sowie Parameter wie Belichtungszeit, Zeitintervall und die letztendliche Zahl der Aufnahmen im Vornherein festlegt werden. Der größte Vorteil von Intervalometern ist deren eigenständiges Arbeiten nach vorgenommenen Einstellungen, was dazu führt, dass der Fotograf nicht mehr manuell auslösen muss und die Kamera weiterläuft, bis die gewollte Anzahl von Bildern erreicht ist oder die Technik (Speicherkarte oder Akku) versagt. Verwendung finden Intervalometer vor allem beim Aufnehmen von Zeitraffersequenzen. Besonders bei Zeitrafferaufnahmen in Kombination mit Langzeitbelichtungen sind Intervalometer extrem wichtig, da der Auslöser der Kamera über längere Zeiten gedrückt werden muss, was bei manueller Betätigung zu Verwacklungen auf dem Bild führen würde. Des Weiteren kann neben der Belichtungszeit auch das Zeitintervall {\displaystyle \Delta t} zwischen den Aufnahmen beliebig eingestellt werden, das heißt, der Fotograf kann zum Beispiel {\displaystyle \Delta t=5\,\mathrm {s} } festlegen, um vorbeiziehende Wolken zu dokumentieren, oder {\displaystyle \Delta t=10\,\mathrm {min} }, um wechselnde Wetterlagen als Zeitraffer festzuhalten. Da zu bedenken ist, dass mindestens 24 Einzelbilder pro Sekunde nötig sind, um eine flüssige Bewegung in der Videosequenz zu erhalten, sind entsprechend viele Aufnahmen für eine längere Sequenz nötig.